# 霍城棘豆
霍城棘豆（学名：Oxytropis chorgossica）为豆科棘豆属下的一个种。